# Medium Girder Bridge

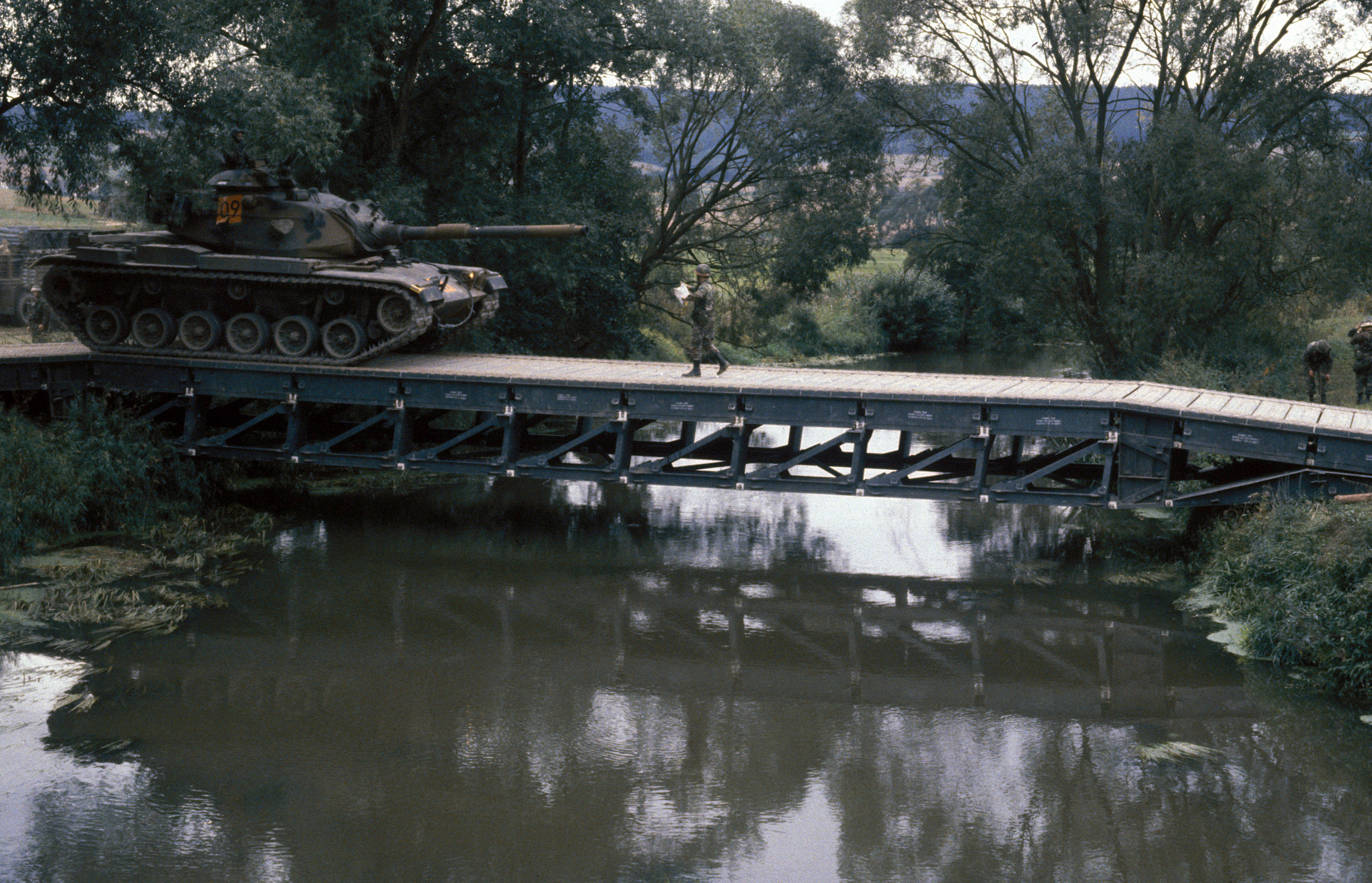
Ein M60A3-Kampfpanzer überquert während des REFORGER '83 in Deutschland eine Medium Girder Bridge

Die Medium Girder Bridge kurz MGB (deutsch: Mittlere Trägerbrücke) ist ein transportabler Gerätesatz in Leichtbauweise, den auch die Pioniereinheiten der Bundeswehr seit Ende der 1970er Jahre einsetzen. Sie kann ohne den Einsatz von schwerem Gerät aufgebaut werden.
Es ist ein Zwei-Deck-Brückensystem mit zwei Ebenen, das Lasten bis einschließlich der damals verwendeten Kampfpanzer (Main Battle Tank, kurz MBT) wie zum Beispiel der Typen M60 und Leopard 1 tragen kann.
Die MGB wurde ursprünglich von der Fairey Engineering Ltd. in Stockport, England, hergestellt und wird bis heute von deren Nachfolger WFEL nach einem Entwurf von MVEE in Christchurch gebaut.
Das MGB-System wurde ursprünglich 1971 für die britische Armee entwickelt, später aber auch an viele andere Nationen, darunter die niederländische, dänische, schweizerische, deutsche und US-amerikanische Armee verkauft.
In der Bundeswehr ist dieser Festbrücken-Typ noch in den Maschinenkompanien der Pioniertruppe vorhanden.

## System und Aufbau
Anmerkung: Zum besseren Verständnis dieses und der nächsten Kapitel sind das unter „Weblinks“ aufgeführte Lehrvideo und die Informationen auf der Herstellerseite nützlich.
Die beiden Hauptteile des MGB-Systems sind rechteckige „Oberdeck“ -Segmente (Top Panels) und dreieckige Versteifungs- beziehungsweise Verstärkungssegmente (Bottom Panels), das „Unterdeck“. Alle Segmente können Mannschaften (meist 4 Soldaten) ohne Hebegerät tragen.
Sehr kurze Brücken oder solche, die ausschließlich niedrige Lasten tragen müssen, können auch allein mit Oberdeck-Komponenten gebaut werden. Das Verspannen mit einem zusätzlichen Unterdeck erhöht die Einsatzmöglichkeiten der Brücke deutlich und ermöglicht schwerere Lasten bis MLC 60 (54,5 t bei Kettenfahrzeugen) und längere Spannweiten von bis zu 49 Metern.
Die Segmente haben an jedem Ende Gabelgelenke. Die einfache Montage besteht darin, die Achsschenkel benachbarter Segmente in Überdeckung zu bringen und dann einen Bolzen durch die Augen beider Elemente einzuführen und mit einem Splint zu sichern. Auf diese Weise werden so viele Segmente wie benötigt hintereinander gekuppelt, bis ein Längsträger mit der erforderlichen Länge gebildet ist.
Zwei solcher Längsträger sind jeweils parallel zueinander aufgebaut. Zwischen ihnen werden die Deck Units verlegt, um die Festigkeit der Konstruktion zu gewährleisten und eine 4,0 m breite Fahrbahn zu bilden.
Das MGB-System kann in verschiedenen Zusammenstellungen gebaut werden, um eine möglichst große Bandbreite von Einsatzmöglichkeiten sowohl im Frontkampfgebiet als auch im Rückraum (Nachschub) zu bieten. Die Geschwindigkeit des Aufbaus durch eine vergleichsweise geringe Anzahl von Soldaten ist ein Hauptmerkmal. Die MGB erfordert auch nach ihrer Fertigstellung nur sehr wenig Wartung und ist entweder auf Standard-Lastpaletten oder in teilweise zusammengebauten Brückensegmenten lufttransportierbar. Alle US-Komponenten passen zu MGBs, die von Verbündeten verwendet werden (mit Ausnahme der Querträgerpfosten für die Aufbau-Hilfsrampe).
Die Brücke kann auf unvorbereitetem und unebenem Boden gebaut und abgestützt werden. Das System wird auf einem Rollenbalken (einer Aufbau-Hilfsrampe) für den Bau mit einem Deck gebaut, zwei Rollenbalken im Abstand von 4,6 m für den Bau mit zwei Decks und auf drei Rollenbalken beim Bau einer Zwei-Deck-Brücke mit über 12 Segmenten (sogenannten „Bays“). Die Enden der Rollenbalken sind auf Grundplatten gelagert und können jeweils in der Höhe eingestellt werden. Es ist keine Nivellierung oder sonstige Vorbereitung des Bodens erforderlich. Kurze, wenig belastete „Eindeck“-Brücken werden mit einer zentral montierten Aufbau-Hilfsrampe gebaut.

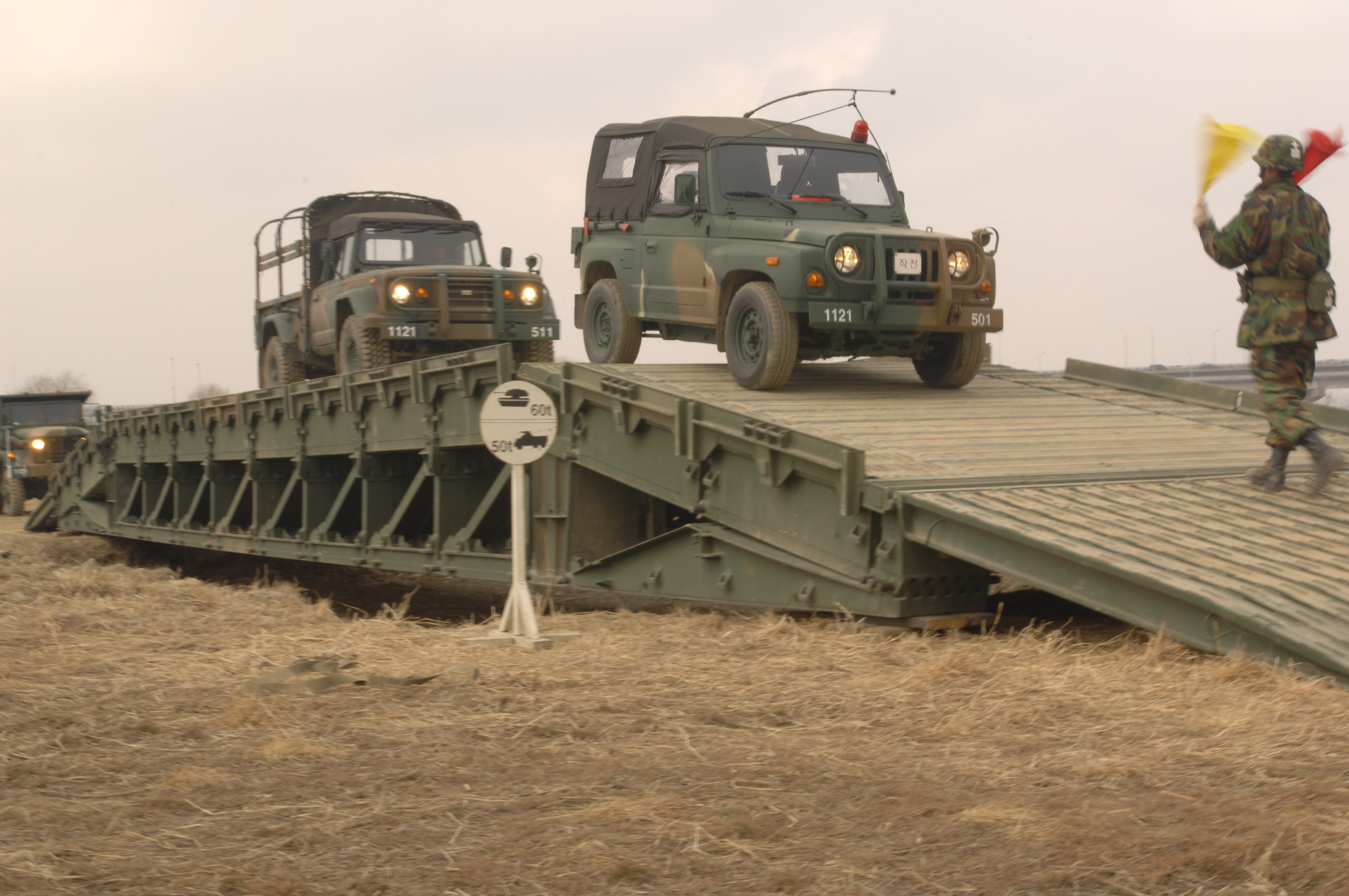
Hier deutlich zu sehen, das Unter-Deck (mit der „Fachwerk“-Bauweise), darüber das Oberdeck (mit der Fahrbahn)
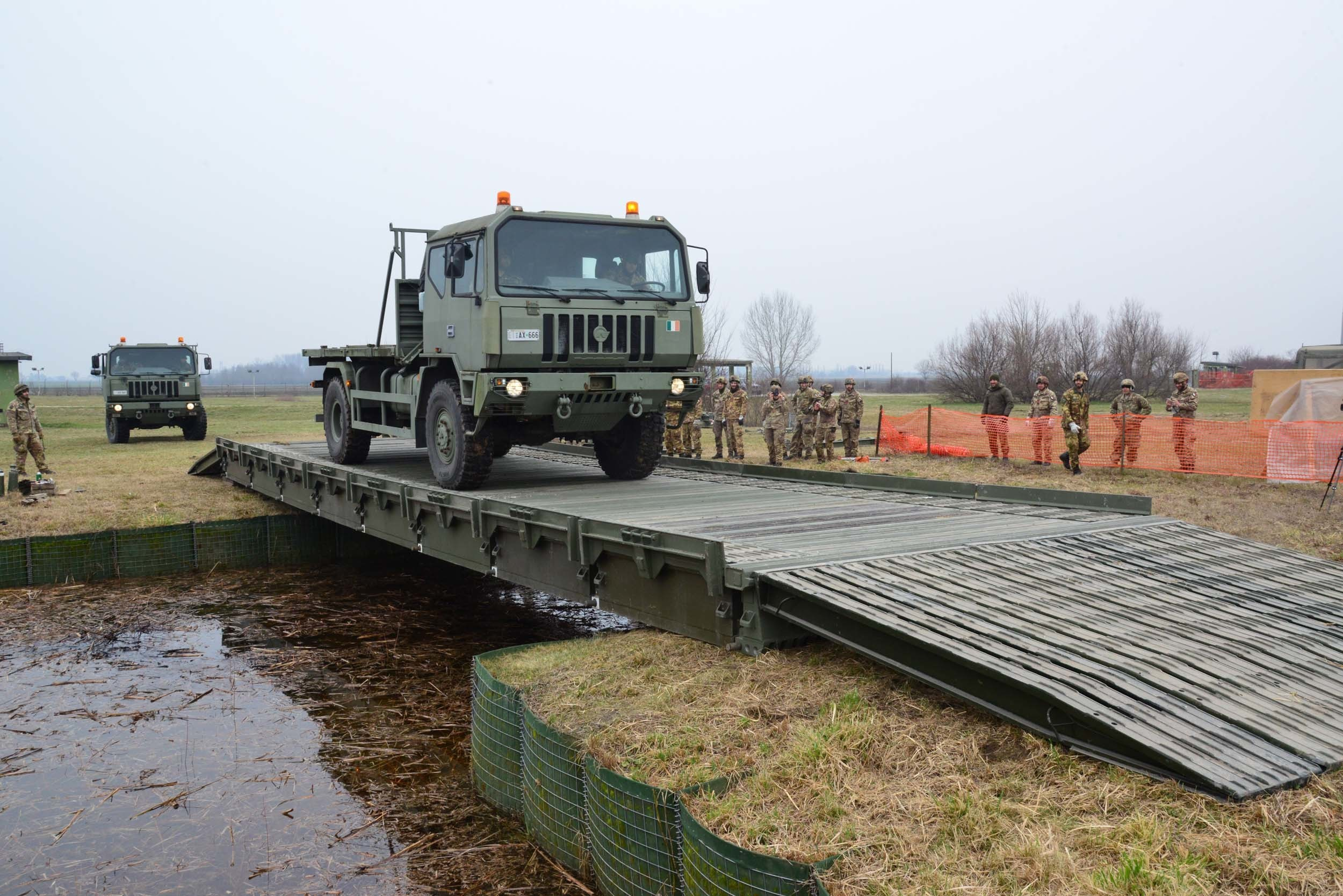
Zum Vergleich, die Ein-Deck-Bauweise für kurze Brücken mit leichter Belastung
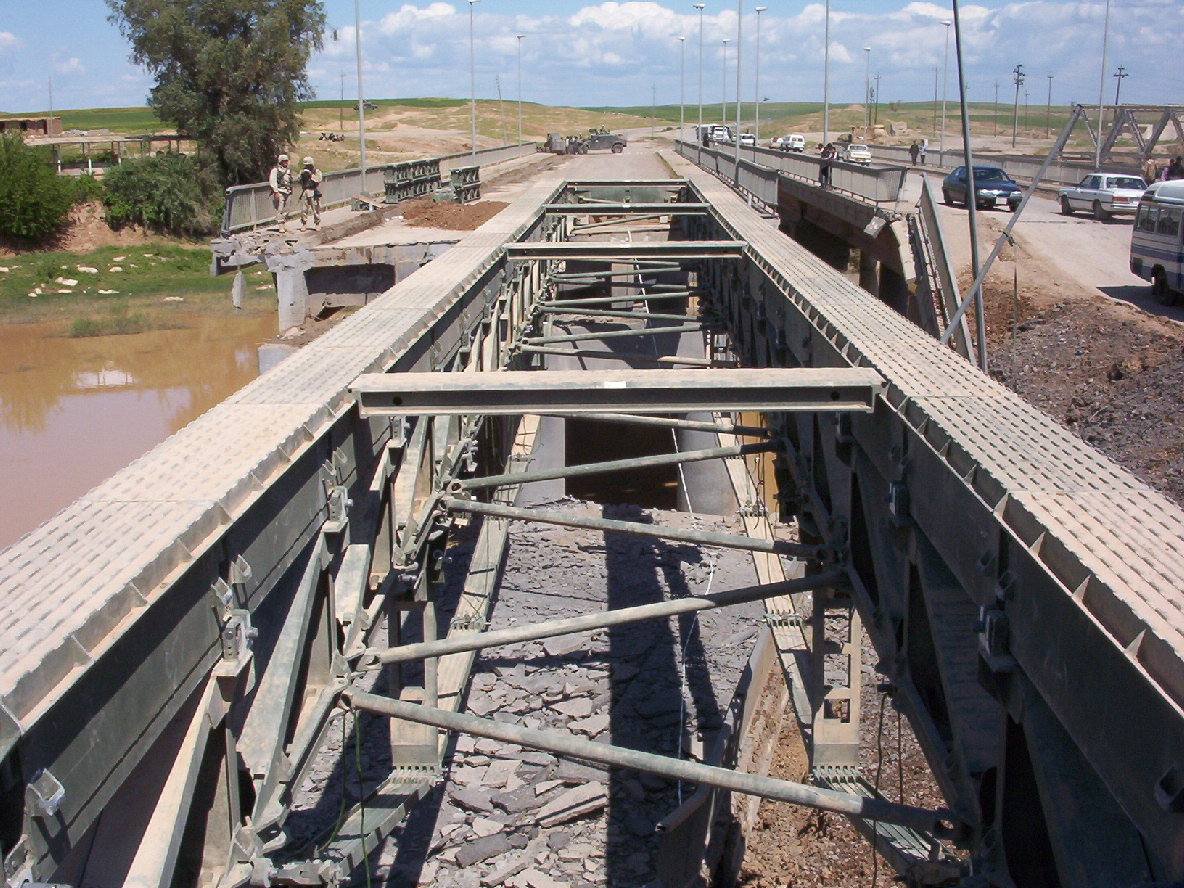
Blick auf das Koppelstangensystem (Sway Brace), bevor der Belag (Deck Units) platziert wird. Kazer Fluss, Mosul, Irak, 2003
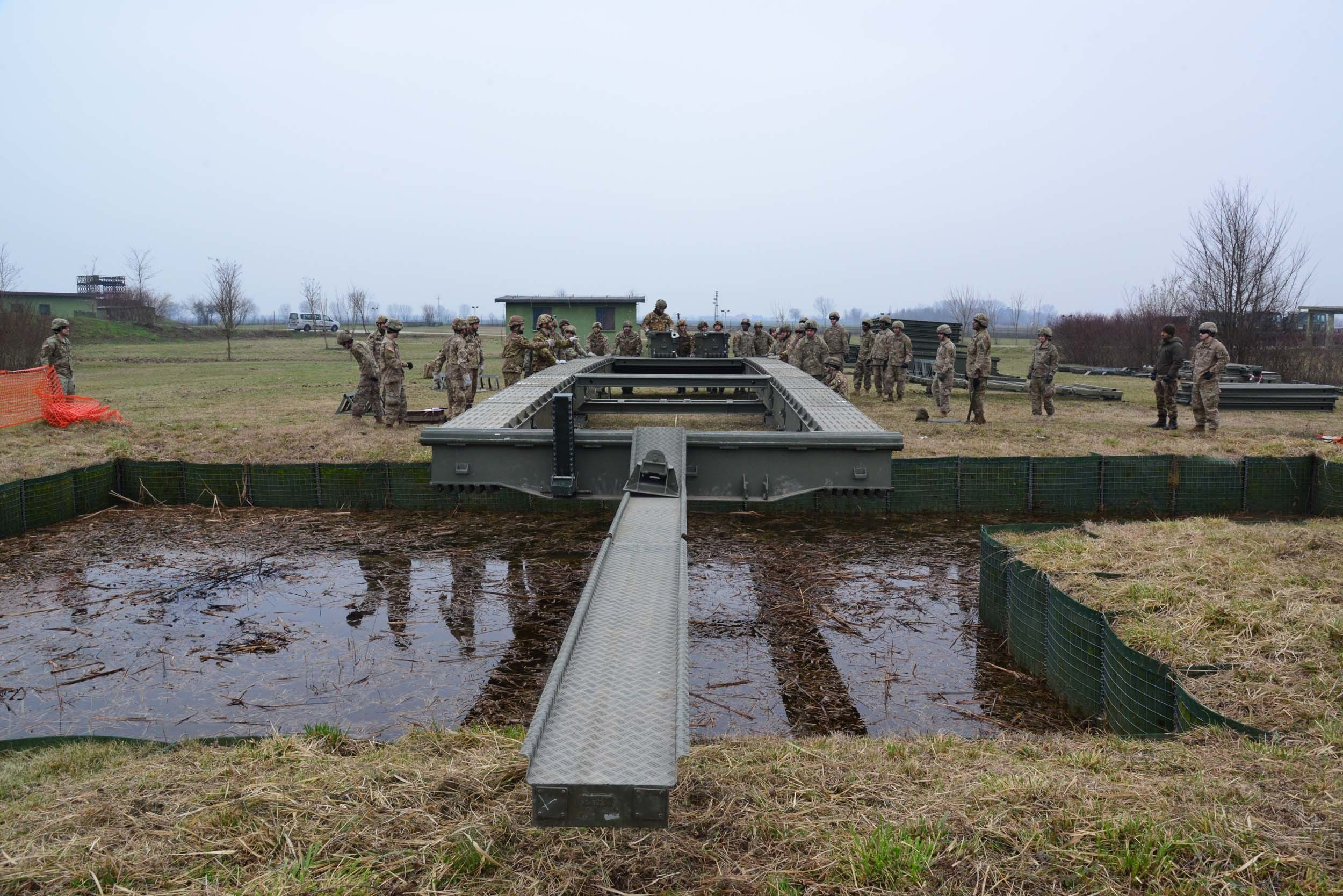
Die zentrale Aufbau-Hilfsrampe bei einer kurzen Version der MGB

## Komponenten

### Allgemein
Die Teile der Medium Girder Bridge sind aus einer speziell entwickelten Legierung (DGFVE 232A) aus Zink, Magnesium- und Aluminium gefertigt. Dadurch sind die Bauteile leicht und hochfest. Alle außer drei Elementen wiegen weniger als 200 kg und können deswegen problemlos von vier Soldaten gehandhabt werden.
Alle Bestandteile der MGB werden in palettierten Gebinden von bis zu 3.500 kg auf Spezialpaletten transportiert. Als Transportfahrzeuge dienen der einachsige Medium Girder Bridge Trailer (FV2842) von Rubery Owen Ltd sowie geländegängige Lkw der 7t-Klasse. Der Transport per Hubschrauber ist ebenfalls möglich.

### Die Komponenten im Einzelnen
| Bezeichnung            | Farbe (*)  | Funktion | Länge (mm)                | Breite | Höhe | Gewicht (kg)       |
| ---------------------- | ---------- | --- | ------------------------- | ------ | ---- | ------------------ |
| Top Panel              | Lila       | Wird zum Bau der Brückenträger verwendet. Auf jedem Top Panel befinden sich 7 Kupplungspunkte | 1930                      | 645    | 549  | 175                |
| Bottom Panel           | Rot        | Wird als Klammer für die, aus den Top Panels gefertigten Brückenträger verwendet | 1960                      | 686    | 914  | 197                |
| Bankseat Beam          | Dunkelgrün | Wird verwendet, um die Brückenträger im korrekten Abstand zu fixieren und die Rampenelemente (Ramps) anzuschließen. Es ist eine von drei Komponenten, für deren Tragen mindestens 6 Soldaten erforderlich sind. | 4051                      | 546    | 457  | 259                |
| Junction Panel         | Dunkelblau | Dieses Element bildet die Verbindung zwischen dem Top- und dem Button Panel bei einer Zwei-Deck-Brücke (die für hohe Belastungen ausgelegt ist) | 1054 Ober- 679 Unterkante | 647    | 1543 | 217                |
| Deck Unit              | Orange     | Diese Komponente füllt die Lücke zwischen den Trägern und bildet die Fahrbahn. Pro Bay sind vier Deck Units erforderlich. Zum Tragen sind 2 Soldaten erforderlich | 2768                      | 438    | 178  | 74                 |
| End Taper Panel        | Gelb       | Wird als Bodenstrebe zwischen dem Junction Panel und dem Bankseat Beam verwendet. Es ist eine der Komponenten, für deren Tragen mindestens 6 Soldaten erforderlich sind | 4026                      | 711    | 457  | 272                |
| Bay                    | Hellgrau   | Das bezeichnet, ein aus zwei Top Panels (eventuell auch Bottom Panels) und allen zugehörigen Anbauteilen fertig gestelltes Brückenmodul, das letztlich zur endgültigen Brücke zusammengesetzt wird | --                        | --     | --   | --                 |
| Ramps                  | Hellgrün   | Die Rampen (die Elemente, über die auf die eigentliche Brücke aufgefahren wird) existieren in zwei Varianten: die „kurze“ (englische) und die „lange“ (US-Version). An jedem Ende der Brücke sind je sieben Elemente erforderlich. Die englischen Rampen werden nur für Brücken mit einem „Deck“ (also leichterer Belastung) verwendet. | --                        | --     | --   | 120 (GBR) 181 (US) |
| Kerb                   | Hellblau   | dient der Versteifung der Brücke, als Verbindung zweier Top Panels und als Fahrbahnbegrenzung | --                        | --     | --   | --                 |
| Sway Brace             | Braun      | Ein System aus Koppelstangen, die an der Unterkante der Brücke diagonal verspannt wird um die Brücke zu fixieren | --                        | --     | --   | --                 |
| Link Reinforcement Set | Magenta    | Dieses Set verstärkt die Brücke zusätzlich und erlaubt größere Spannweiten | --                        | --     | --   | --                 |

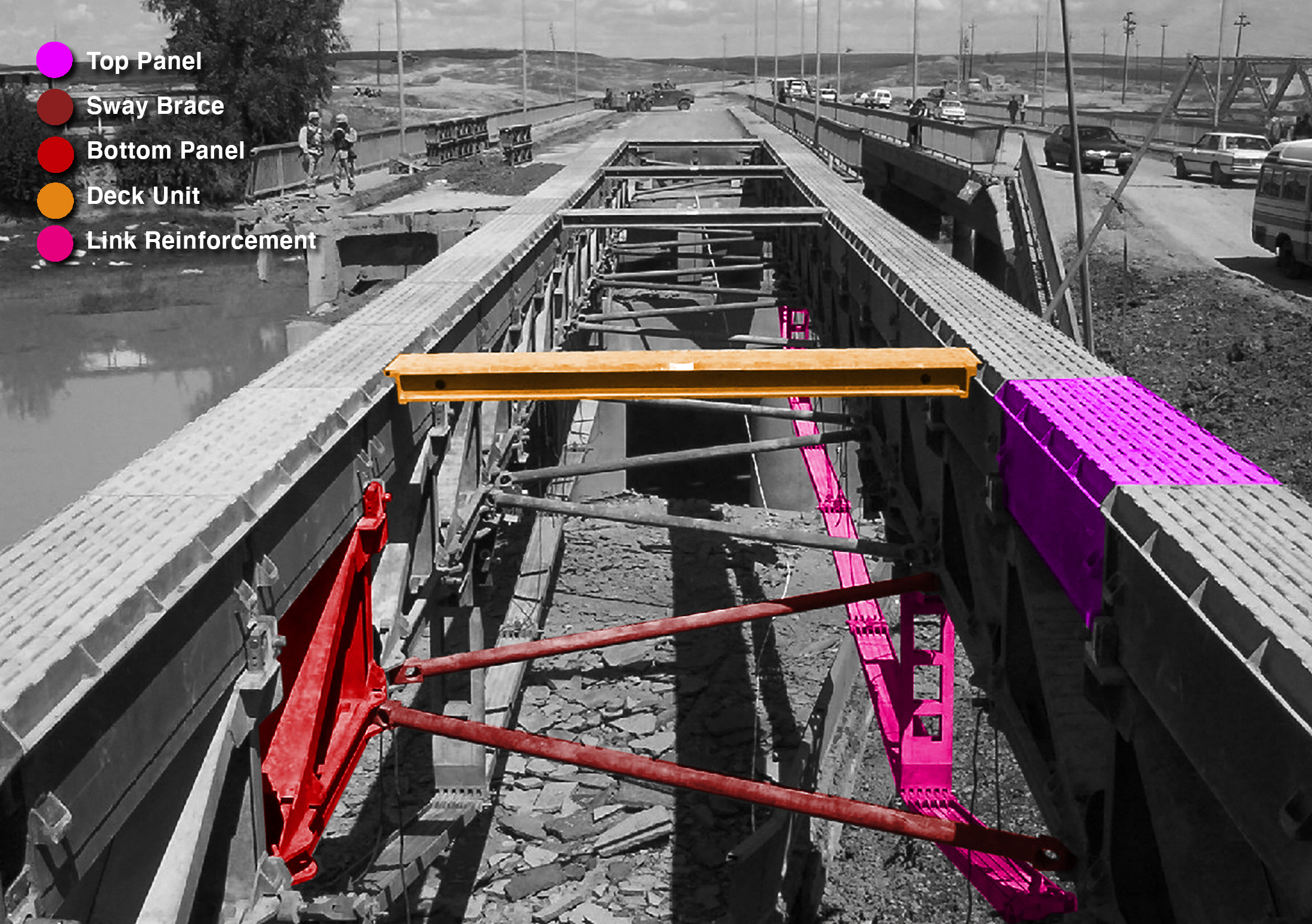
Eine im Bau befindliche MGB „Double Storey“ mit ihrem Grundgerüst und dem zusätzlichen „LRS“

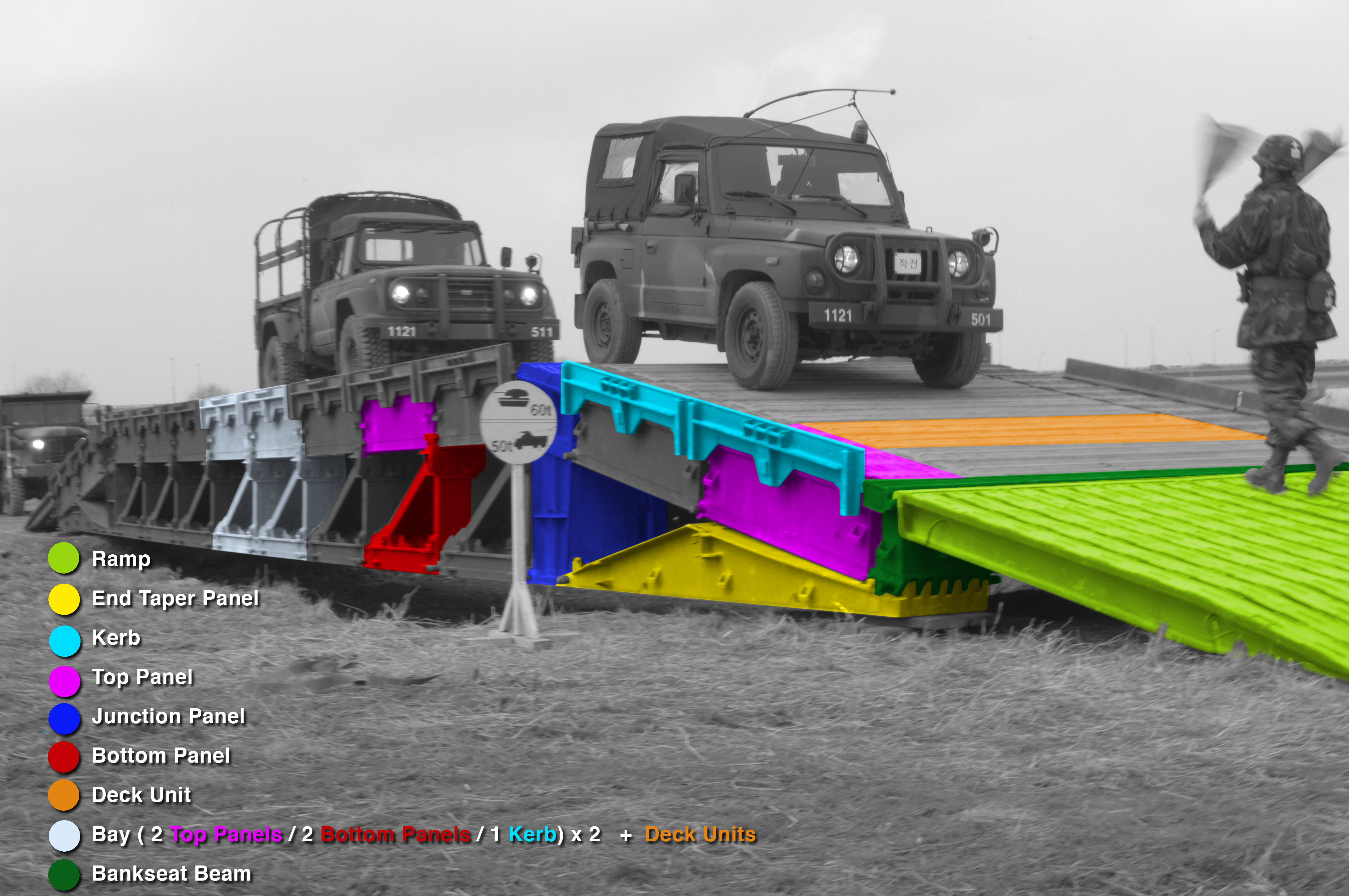
Die verschiedenen Komponenten einer MGB, ebenfalls in der Bauweise „Doppel Deck“

(*) Einfärbung der jeweiligen Bauteile in den nebenstehenden Illustrationen

## Verschiedene Konfigurationen

### Ein Deck (Single Storey)
Bis zu 9,8 m Spannweite. Zugelassen bis MLC 70 (63,6 t) für Rad- und Kettenfahrzeuge.
Die Ein-Deck-MGB besteht aus Top Panels, die zu zwei Trägern zusammengesteckt und an jedem Ende durch einen Bankseat Beam verbunden sind, wodurch ein starrer Rahmen entsteht. Dieser Brückentyp wird für kurze Spannweiten verwendet, die schwere Lasten tragen können. Längere Brücken können nur leichtere Lasten tragen. Brücken mit einem Deck können von 9 bis 17 Soldaten gebaut werden.

### Doppel Deck (Double Storey)
Bis zu 31,1 m Spannweite. Zugelassen bis MLC 70 für Rad- und Kettenfahrzeuge.
Bei der Doppel-Deck-MGB bestehen die Träger aus Top- und Bottom Panels, wobei Verbindung-Elemente und End Taper Panels das schräge Ende der Brücke bilden. In beiden Fällen vervollständigen Rampen-, Deck- und Kerb-Einheiten die Konstruktion. Die Zwei-Deck-Version ist die leistungsfähigste Konfiguration und wird für schwere Lasten oder längere Spannweiten verwendet. Der normale Bauptrupp für zweistöckige Brücken besteht aus 25 Soldaten.

### Doppel Deck mit Verbindungsverstärkung (Double Storey with Link Reinforcement)
Bis zu 49,4 m Spannweite. Zugelassen bis MLC 100 (104,3 t) für Rad- oder 70 (63,6 t) für Kettenfahrzeuge.
Das MGB Link Reinforcement Set (LRS) besteht aus Verstärkungsgliedern mit einer Länge von 3,66 Metern (12 Fuß) sowie kurzen Gliedern mit einer Länge von 1,82 Metern (6 Fuß), die zu Ketten unter jedem Träger zusammengesteckt werden.
Die Ketten werden 2 Meter unter jedem unteren Träger der Brücke eingehängt und nach dem Bau gespannt, indem die Verstärkungspfosten in die vertikale Position gezogen werden. Dies verstärkt die Struktur nochmals zusätzlich.
Das Link Reinforcement Set (LRS) wird eingesetzt, wenn eine lange, hoch belastbare Brücke benötigt wird. Das LRS verstärkt den Doppel-Deck-Träger und überträgt die Last über die gesamte Länge der Brücke. Diese Art der Konstruktion erfordert einen Bautrupp von 34 Soldaten und ist auf drei Roller Beams (einer Aufbau-Hilfsrampe) aufgebaut.
Die Verwendung eines LRS bietet zwar eine längere Brückenspanne, senkt jedoch die militärische Lastklasse (MLC) von 70 auf 60. Dies verhindert, dass die vom Militär verwendeten schwereren Fahrzeuge die Brücke überqueren können.

### Pfeiler-gestützte Brücke (Multi-span Bridge)
2-Pfeiler Doppel Deck (siehe oben) bis 51,5 m mit einer MLC von 70
3-Pfeiler Doppel Deck bis 76 m mit einer MLC von 70
Das MGB „Span Junction Set“ besteht aus Zusatzelementen, die es ermöglichen die Grundbauteile zu Stützpfeilern umzufunktionieren.
Das Span Junction Set verleiht der MGB Double Storey-Brücke zusätzliche Stabilität und ermöglicht den Bau von Brücken über Stützen, die entweder fest oder schwimmend sind. Dies kann eine beliebige Kombination aus vorhandenen Stützen, Pontons, vorhandenen oder improvisierten Pfeilern und dem tragbaren MGB-Pier sein.
MGB Double Storey Multi-Span-Brücken haben normalerweise eine Auslegung über zwei oder drei Pfeiler, die mit MLC 70 belastet werden können. Die Zwei-Pfeiler-Brücke kann eine Gesamtlänge von bis zu 51,5 Metern haben, während die Version mit drei Pfeilern 76 Meter überspannen kann. Dies erfordert eine Gesamtmannschaft von 40 Soldaten - 24 für die Hauptbrücke, 8 für den tragbaren MGB-Pier und 8 für die Installation von Verankerungen.

### Schwimmbrücke (Floating MGB)
Bis zu MLC 70
Schwimmende MGBs können in Ein- oder Zwei-Deck Konfigurationen mit denselben Komponenten wie die landgestützten Trockenbrücken (Festbrücken) konstruiert werden:
Die Konstruktion mit zwei Decks ermöglicht den Zusammenbau mehrerer „Bays“ (Brückenmodule) bis zu einer Spannweite von 26,5 Metern (zwischen einem schwimmenden Träger) und eignet sich für Bedingungen, bei denen der Wasserstand erheblich steigt und fällt.
Die Variante mit einem Deck ermöglicht entweder schwimmende Brücken oder Fähren für Lastklassen bis MLC 60 (54,5 t).
Schwimmende Ein- und Zwei-Deck MGBs können unter Verwendung von Standard-MGB-Elementen gebaut werden, die von MGB-Pontons getragen werden, um die Tragfähigkeit und Elastizität zu gewährleisten. Die Länge dieser Brücken ist nur durch die Menge der verfügbaren Ausrüstung begrenzt.

#### MGB-Pontons
Der MGB Ponton ist aus einer Aluminiumlegierung in Marinequalität (Anforderungen an den Einsatz in Gewässern) gefertigt.
Zwei Ponton-Elemente werden "Heck-an-Heck gekoppelt, um einen fertigen „Ponton“ zu erstellen. Drei solcher Pontons neben einander bilden ein schwimmendes Stützelement. Für den Fährbetrieb können die Pontons durch einen Dieselmotor mit Wasserstrahlantrieb angetrieben werden. Voll beladene Pontons können mit fließenden Gewässern mit bis zu 2,5 m/s (4,9 Knoten) betrieben werden.

### MACH MGB
MACH MGB (Mechanically Aided Construction by Hand) ist eine „halbmechanisierte“ Variante des MGB-Systems, das die Größe der Bautrupps bei ähnlichen Bauzeiten von 25 auf 9 reduziert.
Dies wird erreicht, indem MGB-Komponenten in einem separaten Montagebereich zu Modulen zusammengebaut oder als ganze Module aus Trägern und unteren Platten sowie einem speziellen Verbindungsmodul zum Brückenstandort verschoben werden. Die Brücke wird dann mit einem geeigneten Krans aufgebaut.
MACH MGB verwendet hauptsächlich Standard-MGB-Komponenten (siehe oben), die durch spezielle Zusatzelemente zur Unterstützung der mechanischen Handhabung ergänzt werden.
Die Vorteile von MACH MGB gegenüber anderen speziell entwickelten mechanisierten Systemen sind:
- Jeder Kran geeigneter Größe kann verwendet werden.
- Reduzierte Arbeitskräfte im Vergleich zu Standard-MGB.
- Die Brücke kann immer noch von Hand gebaut werden, wenn der Kran oder die Hydraulik außer Betrieb sind.
- MACH MGB ist praxiserprobt und wird weltweit eingesetzt.

#### Geländer / Handlauf (MGB-handrail)
MGB-Handrail wurde entwickelt, um das Bewusstsein für die Fahrbahnbreite sowohl für militärische als auch für zivile Fahrer deutlich zu steigern. Es besteht aus vertikalen Verbindungspfosten mit Längsgeländern, die eine durchgehende Barriere entlang der Kante der Brücke bilden. Bauteile es Handlaufs können auf einer MGB-Paletteneinheit transportiert werden.

## Aufbau einer Brücke (Irak 2003)
Aufnahmen eines Brückenschlags durch Soldaten des 299th MRBC der US-Army-Reserve über den Kazer Fluss im Irak, 2003.

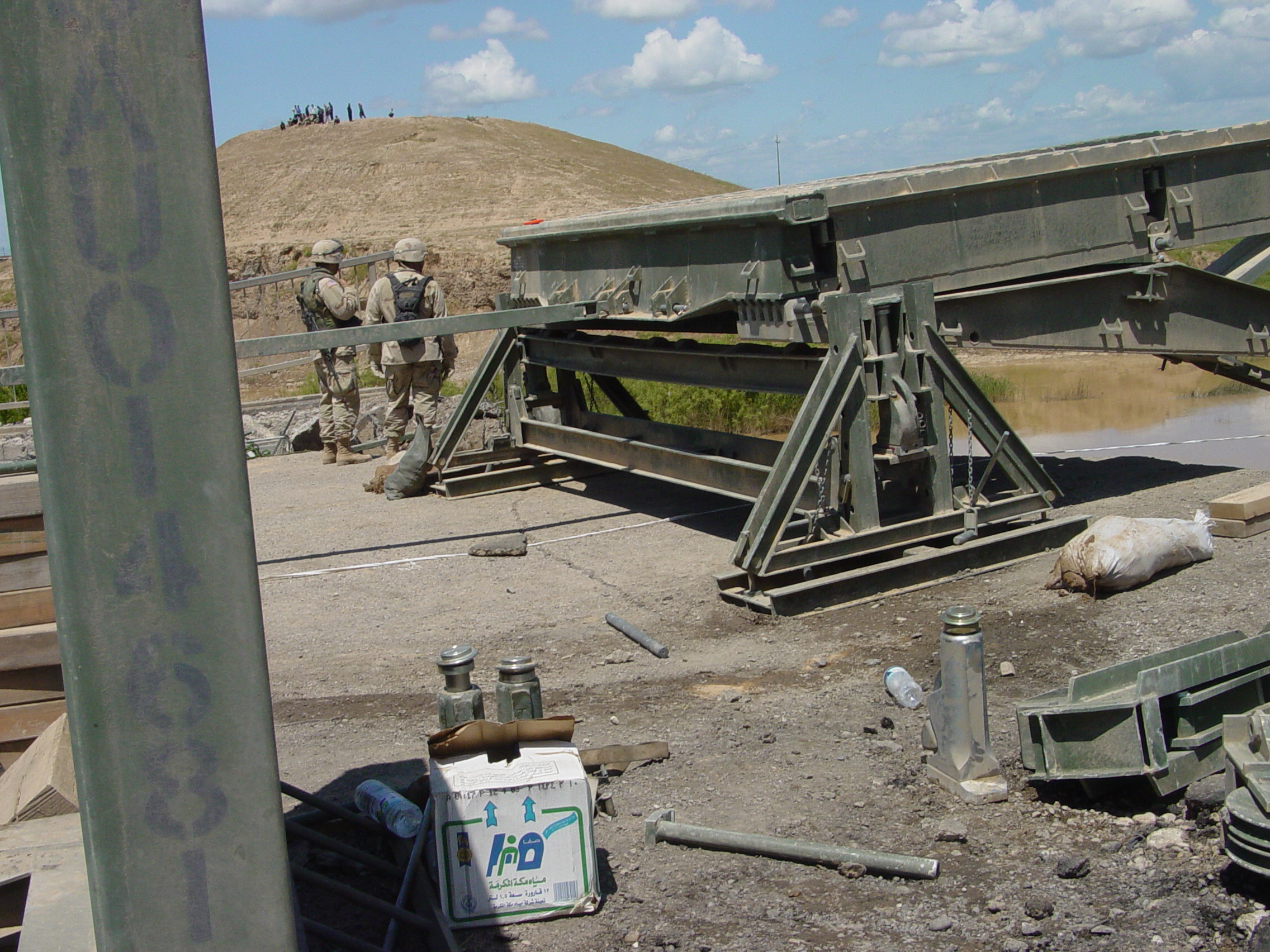
Der „Capsil Roller Beam“ der MGB wird als Verlängerung des Konstruktionsrahmens verwendet, um die Brücke über den zu überbrückenden Raum auf Rollen auszufahren.
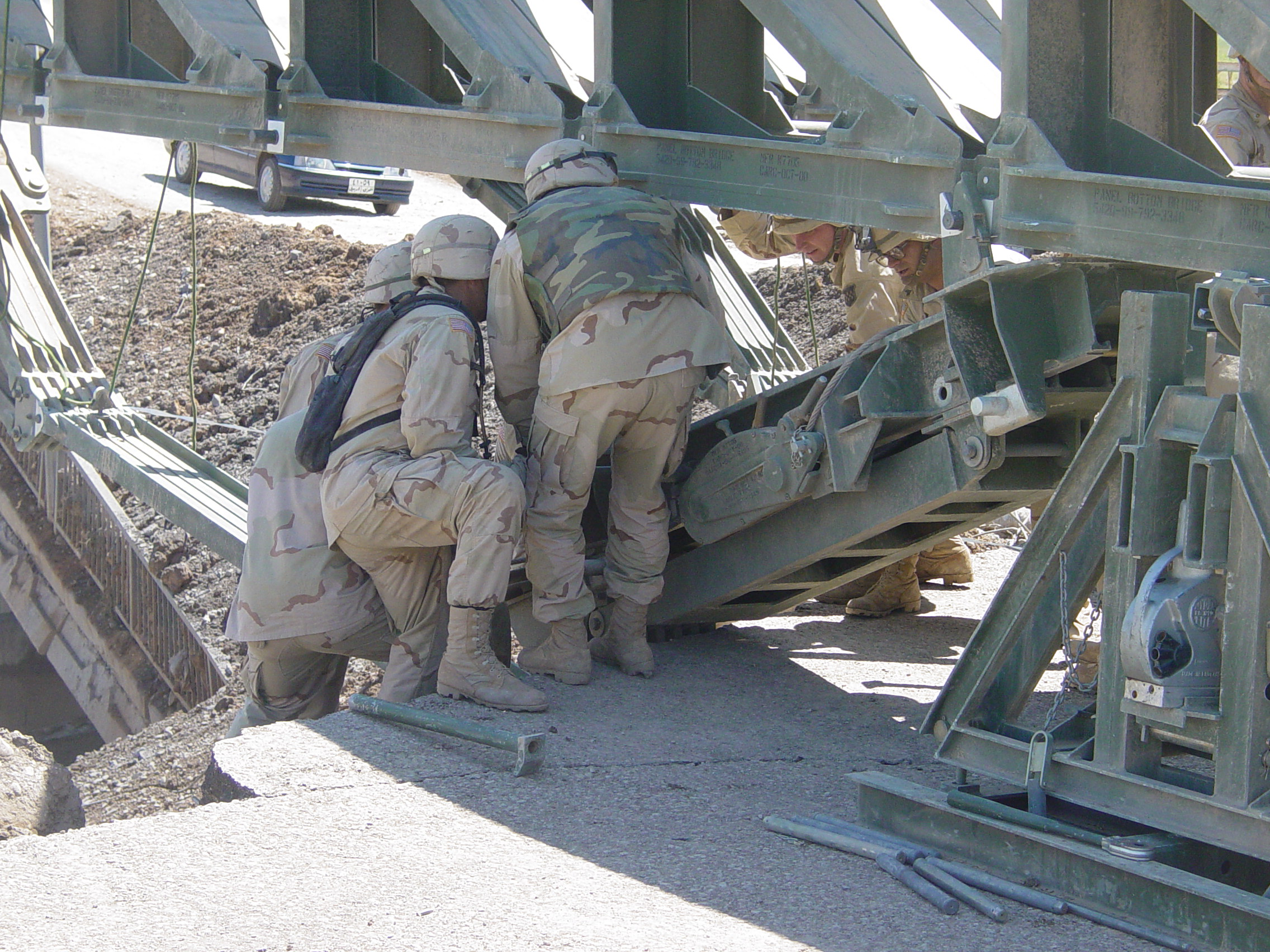
Befestigen einer Verbindungsverstärkung („Link Reinforcement“) an der Unterseite der Bodenplatte („Bottom Panel“)
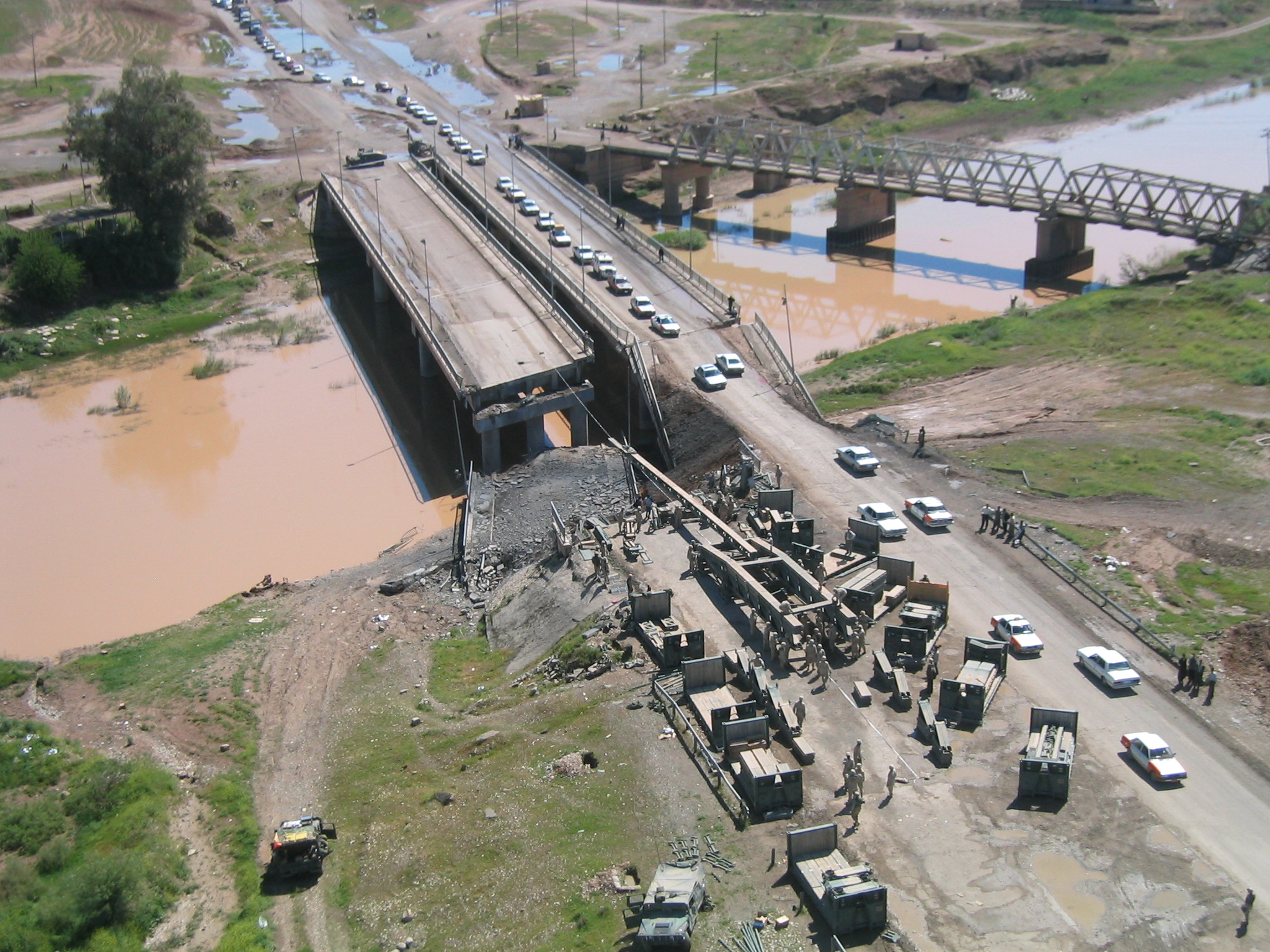
Luftaufnahme der Brückenstelle der MGB als Teilstück einer zerstörten Brücke über den Kazer-Fluss
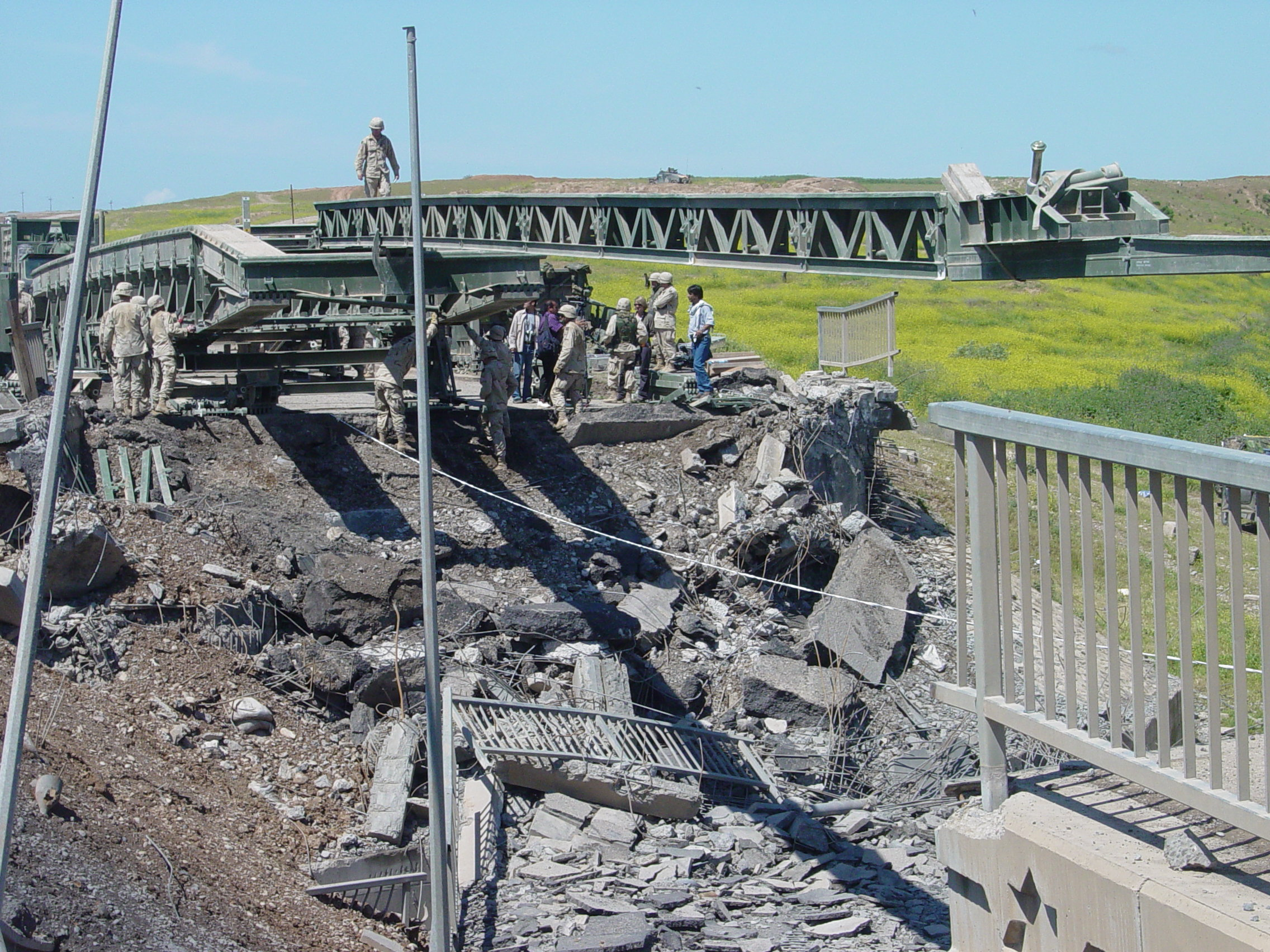
Die zentrale Aufbau-Hilfsrampe der MGB über der Lücke.
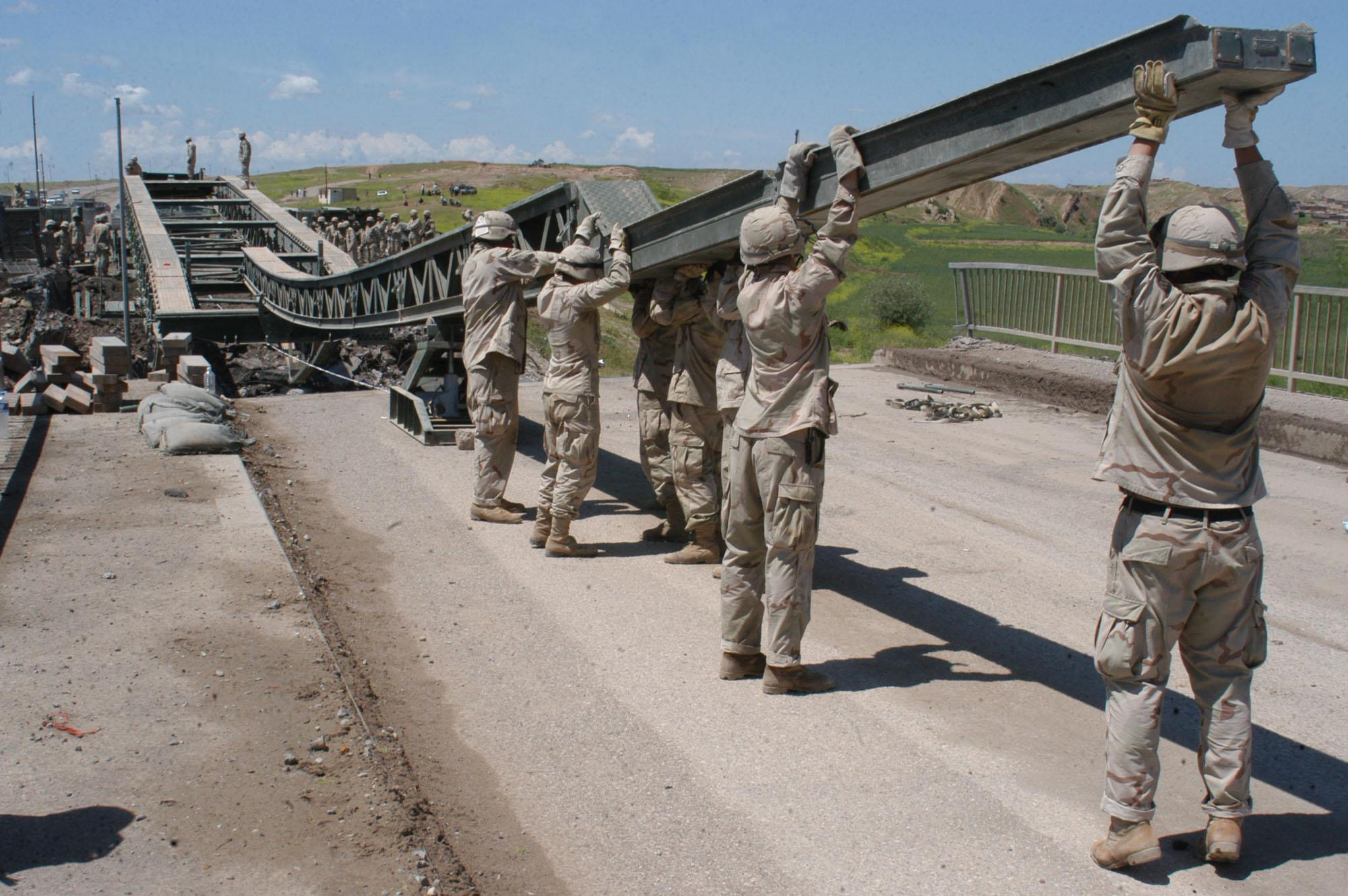
Soldaten verlängern die Hilfsrampe einer Medium Girder Bridge während des Aufbaus
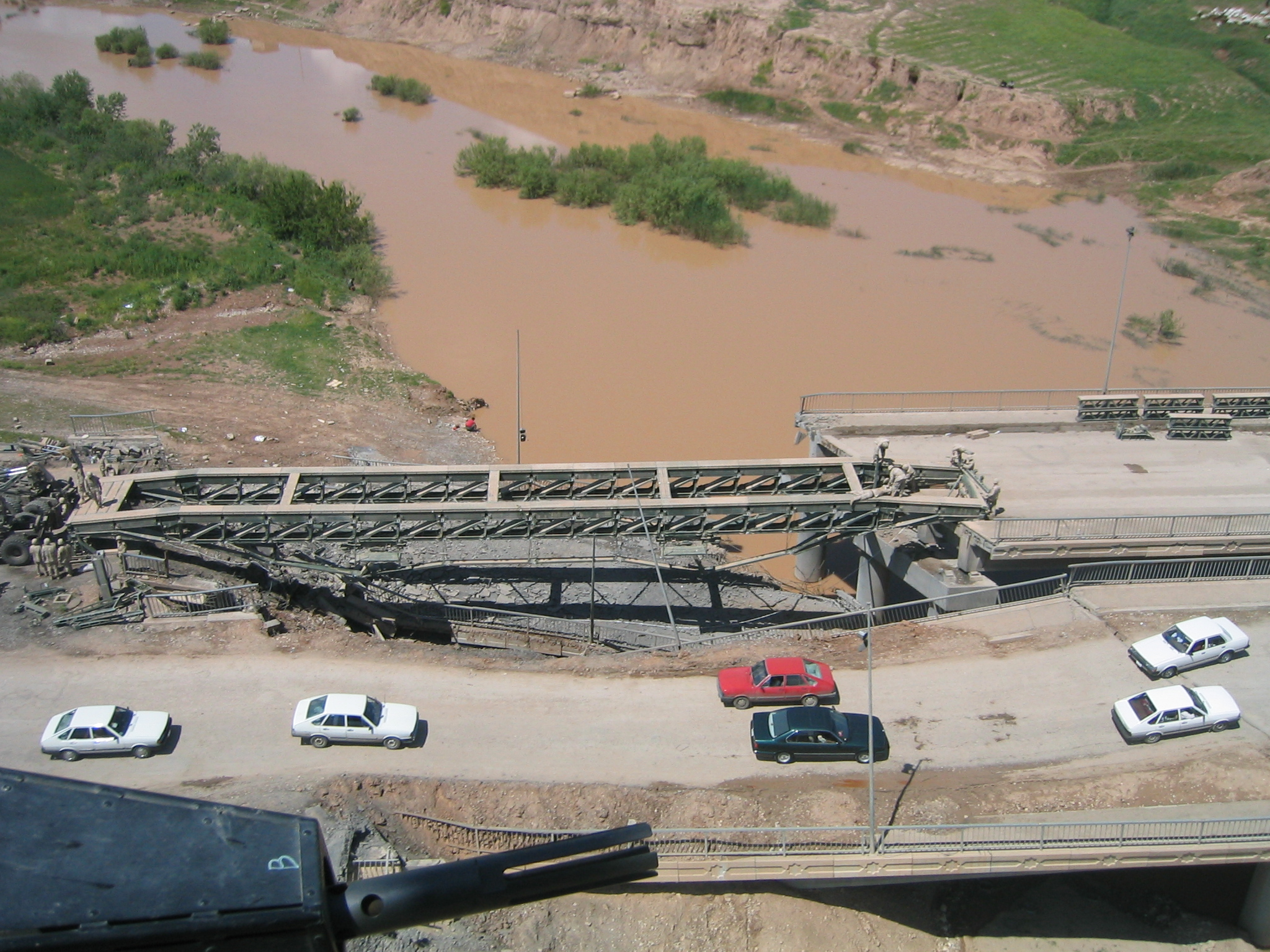
Luftaufnahme der fast vollständigen MGB (es fehlen noch die „Deck Units“, die die Fahrbahn bilden)
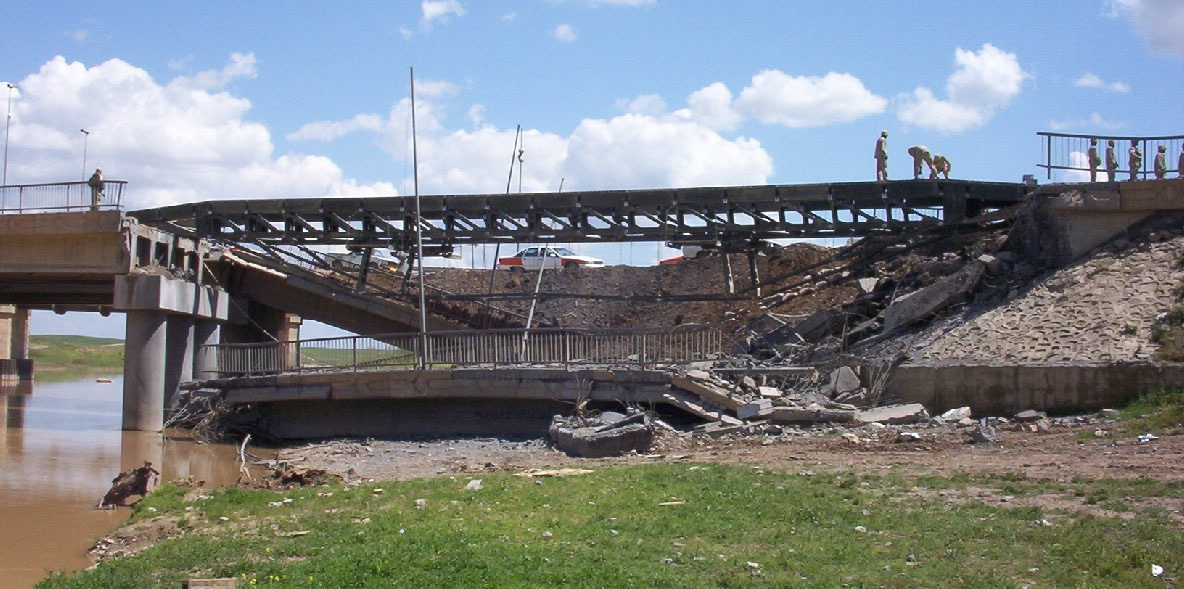
Die fertige LRS Medium Girder Bridge über dem Fluss
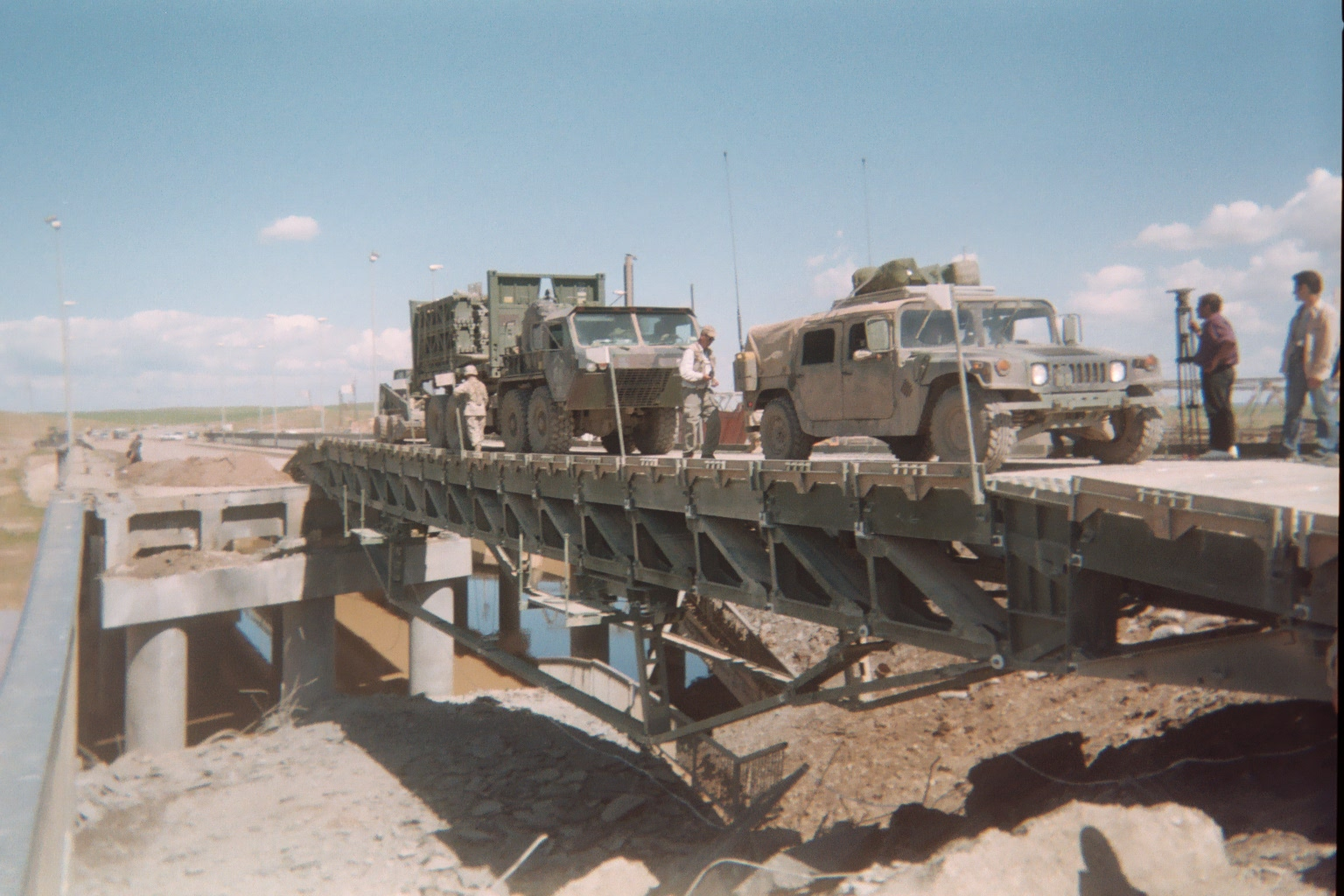
Brückenschluss: Die vollständig errichtete, für den Verkehr freigegebene, Medium Girder Bridge

## Nutzerstaaten
Über 500 MGB-Sätze wurden an die Armeen von 38 Staaten geliefert.
- Australian Defence Force
- Belgische Streitkräfte
- Canadian Army
- Streitkräfte Chiles
- Dänische Streitkräfte
- Streitkräfte Ägyptens
- Bundeswehr
- British Army
- Griechische Streitkräfte
- Streitkräfte Indiens
- Streitkräfte Indonesiens
- Irakische Streitkräfte
- Irische Streitkräfte
- Israelische Verteidigungsstreitkräfte
- Italienische Streitkräfte
- Selbstverteidigungsstreitkräfte
- Streitkräfte Jordaniens
- Königlich marokkanische Streitkräfte
- Niederländische Streitkräfte
- Norwegische Streitkräfte
- Omanische Streitkräfte
- Streitkräfte Pakistans
- Polnische Streitkräfte
- Portugiesische Streitkräfte
- Streitkräfte der Republik China
- Streitkräfte Singapurs
- Südkoreanische Streitkräfte
- Thailändische Streitkräfte
- Türkisches Heer
- Streitkräfte der Vereinigten Arabischen Emirate
- United States Army
- Streitkräfte Venezuelas